# Calumma marojezensis
Calumma marojezensis este o specie de cameleoni din genul Calumma, familia Chamaeleonidae, descrisă de Brygoo, Blanc și Domergue 1970. A fost clasificată de IUCN ca specie cu risc scăzut. Conform Catalogue of Life specia Calumma marojezensis nu are subspecii cunoscute.